# Phyllonorycter koreana
Phyllonorycter koreana là một loài bướm đêm thuộc họ Gracillariidae. Chúng sinh sống ở Triều Tiên.
Sải cánh dài 6-7.8 mm.